# Szarbel Abdallah
Szarbel Yusef Abdallah (ur. 17 lutego 1967 w Hadży) – libański duchowny maronicki, arcybiskup Tyru od 2020.

## Życiorys
Święcenia kapłańskie przyjął 24 października 1992 i został inkardynowany do archieparchii Tyru. Był m.in. pracownikiem sekretariatu generalnego archieparchii, ojcem duchownym patriarchalnego seminarium, wikariuszem biskupim ds. duszpasterskich oraz protosyncelem archieparchii.
Synod Kościoła maronickiego mianował go arcybiskupem Tyru. Wybór ten został zatwierdzony 1 listopada 2020 przez papieża Franciszka. Sakry biskupiej udzielił mu 5 grudnia 2020 roku kardynał Béchara Boutros Raï – maronicki patriarcha Antiochii.